# Karol Battaglia (baron)
Karol Battaglia, właśc. Józef Karol Maria Battaglia de Sopramonte e Pontealto (ur. ok. 1814, zm. 11 lutego 1875) – baron, urzędnik, sędzia.

## Życiorys
Urodził się około 1814. Legitymował się tytułem barona Świętego Cesarstwa Rzymskiego.
W okresie zaboru austriackiego wstąpił do służby urzędniczej Cesarstwa Austrii na obszarze Galicji. Od około 1845 do około 1847 był praktykantem konceptowym administracji powiatowej dochodów kameralnych we Lwowie. Od około 1847 pracował jako justycjariusz (niem. Justiziär) w C. K. Kameralnym Urzędzie Gospodarczym w Kałuszu (około 1852/1853 figurował w tym charakterze dla miast Kałusz, Podhorki, Studzianka), skąd około 1854/1855 był przydzielony do Powiatowej Komisji Odciążeń Gruntowych (zastępowany przez Wacława Kostkiewicza). W późniejszym okresie piastował urząd naczelnika powiatowego: od około 1855 do około 1861 w C. K. Urzędzie Powiatowym w Obertynie, w C. K. Urzędzie Powiatowym w Glinianach od około 1861 do około 1867. Po wprowadzeniu autonomii galicyjskiej od 1868 do około 1875 był sędzią powiatowym w C. K. Sądzie Powiatowym w Glinianach (początkowo sąd był o charakterze prowizorycznym).
Otrzymał tytuł honorowego obywatelstwa Glinian. Uzyskał mandat poseł do Sejmu Krajowego Galicji II kadencji (1867-1869), wybrany 12 grudnia 1867 w IV kurii, z obwodu wyborczego Złoczów, z okręgu wyborczego nr 41 Złoczów-Gliniany, za ks. Iwana Naumowycza (jego mandat unieważniono 21 lutego 1867).
Był żonaty z Polką, miał dzieci: miał syna Gwidona i dwie córki. Zmarł 11 lutego 1875 w wieku 61 lat. Dwa dni później został pochowany na cmentarzu w Glinianach.